# Campeonato dos Emirados Árabes Unidos de Ciclismo em Estrada
Os campeonatos dos Emirados Árabes Unidos de Ciclismo em Estrada são organizados anualmente desde 2006.

## Pódios do Ciclismo em estrada
| Ano  | Campeão                     | Segundo                     | Terceiro                    |
| 2006 | Khalid Ali Balloshi Shambih | Saeed Ahmed Ali             | Omer Al Mansouri            |
| 2007 | Saeed Ahmed Ali             | Khalid Ali Balloshi Shambih | Badr Mirza                  |
| 2008 | Khalid Ali Balloshi Shambih | Mohamed Al Murawwi          | Yousif Mirza                |
| 2009 | Mohammed Al Murawwi         | Yousif Mirza                | Khalid Ali Balloshi Shambih |
| 2010 | Yousif Mirza                | Majid Al Balushi            | Ali Al Hassani              |
| 2011 | Badr Mirza                  | Marwan Ghulam               | Kamis Al Naqbi              |
| 2012 | Badr Mirza                  | Yousif Mirza                | Essa Kahlifa                |
| 2013 | Yousif Mirza                | Badr Mirza                  | Ali Al Hassani              |
| 2014 | Yousif Mirza                | Mohammed Al Mansoori        | Khalid Al Balushi           |
| 2015 | Yousif Mirza                | Badr Mirza                  | Ahmed Ali Thani             |
| 2016 | Yousif Mirza                | Ahmed Al Mansoori           | Ali Al Hassani              |
| 2017 | Yousif Mirza                | Ali Al Hassani              | Ahmed Al Mansoori           |
| 2018 | Yousif Mirza                | Mohammed Al Mansoori        | Jaber Al Mansoori           |
| 2019 | Yousif Mirza                | Saif Mayoof Al Kaabi        | Naser Almemari              |

## Pódios do contrarrelógio
| Ano  | Campeão            | Segundo                     | Terceiro                    |
| 2006 | Humaid Al Sabbagh  | Badr Mirza                  | Murad Obaid                 |
| 2007 | Humaid Al Sabbagh  | Badr Mirza                  | Khalid Ali Balloshi Shambih |
| 2008 | Badr Mirza         | Humaid Al Sabbagh           | Yousif Mirza                |
| 2009 | Badr Mirza         | Khalid Ali Balloshi Shambih | Mohamed Al Murawwi          |
| 2010 |                    |                             |                             |
| 2011 | Yousif Mirza       | Badr Mirza                  | Ahmed Ali Thani             |
| 2012 | Yousif Mirza       | Badr Mirza                  | Omer Al Mansouri            |
| 2013 | Mohamed Al Murawwi | Yousif Mirza                | Jaber Al Mansoori           |
| 2014 | Yousif Mirza       | Mohammed Al Murawwi         | Ahmed Al Mansoori           |
| 2015 | Badr Mirza         | Mohammed Al Murawwi         | Yousif Mirza                |
| 2016 | Yousif Mirza       | Ahmed Al Mansoori           | Mohammed Al Murawwi         |
| 2017 | Yousif Mirza       | Mohammed Al Murawwi         | Badr Mirza                  |
| 2018 | Yousif Mirza       | Mohammed Al Murawwi         | Mohammed Al Mansoori        |
| 2019 | Yousif Mirza       | Jaber Al Mansoori           | Ahmed Al Mansoori           |